# Nephon II.
Nephon II. (griechisch Νήφων Β΄; † 1508) war Patriarch von Konstantinopel 1486–1488 und 1497–1498. Er wird in der griechisch-orthodoxen Kirche als Heiliger verehrt. Gedenktag ist der 11. August.

## Leben
Er wurde geboren in der Peloponnes als Sohn einer vornehmen Griechin und eines Albaners. Sein Name war Nikolai. Das Geburtsjahr ist nicht überliefert.
Er wurde Mönch in Epidauros. Sein Aufgabenfeld war das Abschreiben von Texten. Nephon wechselte dann in das Marienkloster in Ohrid. Später ging er auf den Berg Athos und wurde Erzmönch. 1482 wurde er zum Metropoliten von Thessaloniki gewählt. 1486 wurde er Patriarch von Konstantinopel. Er wurde dabei unterstützt vom Fürsten der Walachei. 1488 wurde er vom Sultan Bayezid II. seines Amtes enthoben. Er ging ans Schwarze Meer bei Sosopol.
1497 wurde er erneut zum Patriarchen von Konstantinopel gewählt, wieder mit Unterstützung des Fürsten der Walachei. 1498 wurde er abgelöst, Nachfolger wurde Joachim I. Nephon wurde in Adrianopel festgesetzt. Später konnte er in die Walachei gehen. Er weihte dort zwei Bischöfe.
1502 wurde er erneut zum Patriarchen von Konstantinopel gewählt. Er verweigerte jedoch die Annahme des Amtes und blieb in der Walachei. 1505 geriet er in Konflikt mit Fürst Radu IV. Er ging nach Makedonien, später auf den Athos.
1508 starb er im Dionysios-Kloster auf dem Athos. 1517 wurde er heiliggesprochen.